# Отто Манн
Отто Манн (англ. Otto Mann), полное имя Отто Форман (англ. Otto Formann) — персонаж мультсериала «Симпсоны», водитель школьного автобуса, озвученный Гарри Ширером.
В 2015 году журнал Rolling Stone поместил Отто на 6-е место в списке десяти наиболее запоминающихся персонажей «Симпсонов», озвученных Ширером.
Рецензенты издания The Telegraph также охарактеризовали Отто как один из наиболее привлекательных персонажей Ширера.
Персонаж находится на 9 месте (из 25) в топе лучших второстепенных персонажей «Симпсонов» по версии информационного сайта IGN. Согласно результатам опроса, проведённого ресурсом Ranker.com, Отто занял 20 место (из 100) в рейтинге персонажей мультсериала.

## Биография
Отто — немец по происхождению, известен своим сумасшедшим вождением автобуса и любовью к тяжёлому року. Он вечный тинейджер из эпохи 1980-х. Барт называл его «самым крутым из взрослых».
Его имя — это пародия на Оттоманскую Империю; также Барт зовёт его: «Otto, man!» — «Отто, мужик!», на что Отто отвечает ему: «Bart dude!» — «Барт, чувак!» Коронная фраза Отто «Wow, I had mustard?».
Отец Отто — адмирал ВМФ, и они не ладят друг с другом. Возможно здесь есть параллель с Джимом Моррисоном из группы The Doors, у которого отец тоже был адмиралом.
В серии «It's A Mad, Mad, Mad, Mad Marge» Отто собирался жениться на своей подружке Бекки, но когда невеста поставила Отто перед выбором: она или метал, он без промедления выбрал второе.
В одной серии Отто можно увидеть на заседании общества анонимных алкоголиков. Также он очень часто употребляет марихуану (например, в «Weekend at Burnsie's» курит травку вместе с Гомером, в «Strong Arms of The Ma» можно увидеть его с косяком, а в полнометражке — с бонгом). Подразумевается, что Отто употребляет и другие наркотики — так, в частности, в анализе его мочи, выдаваемой за мочу Гомера, были обнаружены крэк, героин, мескалин, амфетамины, бензодиазепины, жёлтые субмарины, лошадиные транквилизаторы, коровьи парализаторы, валиум, барбитураты, пентобарбитал, ЛСД и незначительное количество человеческой мочи (по словам Бёрнса в «The Seven-Beer Snitch», после того как Отто подменил образец мочи Гомера своим). В некоторых эпизодах Отто говорит о своей подружке Кристал, возможно, это шутка с намёком на употребление им кристаллического метамфетамина.
Отто является поклонником металла и виртуозно играет на гитаре, говоря, что это — единственное, чем он занимался в старшей школе. Любимые группы Отто — Grand Funk Railroad, Deep Purple, Poison и другие.
Отто часто выселяют из квартиры за неуплату, поэтому в эпизоде «The Otto Show» он живёт у Симпсонов, в «You Only Move Twice» самовольно заселяется в их же брошенный дом, а также он, возможно, иногда ночует в школьном автобусе.
Все имущество Отто Манна составляет пара старых журналов, банка горчицы и неизменный кассетный плеер с наушниками. У него нет даже документов, единственный способ подтвердить свою личность — подписанное нижнее бельё (хотя даже оно не всегда принадлежит Отто).
Умение Отто управлять транспортом крайне сомнительно, в эпизоде «The Otto Show» выясняется, что у него нет водительского удостоверения. В своё оправдание Отто говорит, что попадал уже в 15 аварий без единого летального исхода. В той же серии ему всё-таки удаётся получить права (благодаря их с Пэтти общей нелюбви к Гомеру).
Отто часто водит автобус обкуренным или под другими наркотиками, вследствие чего часто засыпает за рулём или галлюцинирует. И то и другое обычно приводит к авариям, в одном эпизоде автобус даже затонул, а дети попали на необитаемый остров. Тогда Отто вплавь отправился за помощью, однако был подобран китайским рыболовным судном, на котором его заставили работать.
В «The Boy Who Knew Too Much» старый школьный автобус сломался и был заменён на тюремный с зарешеченными окнами. Отто, в несвойственной ему манере, кричит детям: «Садитесь, пока я не снёс вам головы!», после чего извиняется, говоря, что во всем виновато «сияние» (отсылка к роману Стивена Кинга «Сияние», в котором окружающая обстановка изменила личность главного героя, пробудив в нём кровожадные черты).

## Создание персонажа
Внешность персонажа была навеяна сценическим образом гитариста группы Guns 'n' Roses Слэшем.
Как отметил сам Ширер, Отто Манн — это своеобразная «карикатура на поклонника тяжёлой музыки».

## Эпизоды
- «Homer's Odyssey»
- «Bart the General»
- «The Otto Show»
- «Das Bus»
- «It's a Mad, Mad, Mad, Mad Marge»